# (385362) 2002 PT170
(385362) 2002 PT170 est un cubewano découvert début août 2002 à l'observatoire du Mauna Kea. Il aurait un diamètre d'environ 160 km.